# Neella
Neella is een geslacht van wantsen uit de familie van de Miridae (Blindwantsen). Het geslacht werd voor het eerst wetenschappelijk beschreven door Odo Reuter in 1908.

## Soorten
Het genus bevat de volgende soorten:

- Neella anduzeei Carvalho, 1954
- Neella bicolor Hsiao, 1946
- Neella caipora Carvalho, 1948
- Neella carmelitana Carvalho, 1945
- Neella carvalhoi Hsiao, 1946
- Neella cinnamomea Carvalho & Gomes, 1971
- Neella cuneata Carvalho, 1954
- Neella decarloi Carvalho, 1954
- Neella ecuatoriana Carvalho & Wallerstein, 1978
- Neella eucosma (Stal, 1862)
- Neella explanata Carvalho, 1954
- Neella fasciata Hsiao, 1946
- Neella floridula (Distant, 1883)
- Neella frumentaria (Distant, 1884)
- Neella guiana Costa, Chérot & Carpintero, 2008
- Neella itacoaiensis Carvalho, 1954
- Neella lutescens (Stal, 1860)
- Neella mantiqueirae Carvalho, 1954
- Neella nigronotata Carvalho, 1954
- Neella oaxacana Carvalho & Schaffner, 1985
- Neella pallescens Carvalho & Schaffner, 1985
- Neella peruana Carvalho, 1974
- Neella rondonia Carvalho, 1985
- Neella similaris Carvalho & Gomes, 1971
- Neella unicolor Hsiao, 1946
- Neella veracruzana Carvalho & Schaffner, 1985